# Semiclivina
Semiclivina is een geslacht van kevers uit de familie van de loopkevers (Carabidae). De wetenschappelijke naam van het geslacht is voor het eerst geldig gepubliceerd in 1947 door Kult.

## Soorten
Het geslacht Semiclivina omvat de volgende soorten:
- Semiclivina bergeri Dostal, 2011
- Semiclivina dentipes Dejean, 1825
- Semiclivina oxyomma (Putzeys, 1868)
- Semiclivina schmidi Dostal, 2011
- Semiclivina urophthalma Putzeys, 1861
- Semiclivina urophthalmoides Kult, 1947
- Semiclivina vespertina Putzeys, 1866